# Simon Donaldson
Simon Kirwan Donaldson (Cambridge, 20 de agosto de 1957) é um matemático britânico.
Foi palestrante convidado do Congresso Internacional de Matemáticos em Varsóvia (1983), 
Berkeley (1986) e Berlim (1998). Foi palestrante plenário do Congresso Internacional de Matemáticos no Rio de Janeiro (2018: Some recent developments in Kähler geometry and exceptional holonomy).